# Харпакс
Харпакс или харпагон (на латински: Harpax или harpago) е древноримско оръжие – абордажна кука изстрелвана с балиста, изобретена от римският генерал Марк Агрипа. Използвана е срещу пиратския флот на Секст Помпей по времето на Сицилийската гражданска война и в битката при Акциум срещу флотът на Марк Антоний и Клеопатра.
За първи път е използван през 36 пр.н.е. в битката при Наулох. Апиан казва, че устройството се наричало „хващач“. Харпаксът представлявал дървена греда дълга около 2,2 m. (пет лакътя) обкована с железни ленти. От двете си страни гредата имала дебели метални пръстени. На единия пръстен била прикрепена остра желязна кука, а на другия пръстен (близкия до изстрелващия кораб пръстен) били закачени множество здрави въжета, които се свързвали с изстрелващата машина. Харпаксът се изстрелвал към близкия борд на вражеският кораб в който се захващал, след което корабът е издърпван с лебедка и взиман на абордаж от римските войници. Ако куката се е закачила на далечния борд, вражеският съд дори е можел да бъде преобърнат. Също така устройството е можело да унищожи и такелажа на противникови кораб. В допълнение на харпаксът, римляните са използвали и тарани с метални шипове с които можели да пробият борда на вражеският съд, след като бил издърпан за абордаж.
Предимството на харпаксът е, че за разлика от корвусът е много лек (корвусът – римския абордажен мост тежал около един тон). Харпаксът може да се изхвърля на далечно разстояние от балистата, по подобие на голяма стрела. Железните ленти обвиващи дървената греда, пречат гредата да бъде отрязана, а тъй като гредата е дълга, защитаващите се моряци не могат да достигнат до въжетата и да ги отрежат. Апиан отбелязва, че това устройство не е виждано никога преди и врагът не си е бил набавил дълги прътове с режещи върхове с които да прережат въжетата.

### Цитирана литература

#### Класически автори
- Апиан. Римска История, Римски Войни //  Книга 5.   Loeb Classical Library, 1913. (на английски)

#### Модерни автори
- Скрицкий, Николай В. 100 великих адмиралов //   Москва, 2003. ISBN 5-7838-0980-2. (на руски)
- Wallinga, Herman Tammo. The boarding-bridge of the Romans //   Groningen, J.B. Wolters, 1956. (на английски)
- Mastrofini, Marco. Le Storie Romane Di Appiano Alessandrino //  . Т. 2.   With the types of F. Sonzogno, 1830. (на италиански)
- Fratantuono, Lee. The Battle of Actium 31 BC: War for the World //   Pen and Sword Military, 2016. ISBN 9781473847170. (на английски)